# Flagelloscypha minutissima
Flagelloscypha minutissima är en svampart som först beskrevs av Edward Angus Burt, och fick sitt nu gällande namn av Donk 1951. Enligt Catalogue of Life ingår Flagelloscypha minutissima i släktet Flagelloscypha,  och familjen Niaceae, men enligt Dyntaxa är tillhörigheten istället släktet Flagelloscypha,  och familjen Cyphellopsidaceae. Arten är reproducerande i Sverige. Inga underarter finns listade i Catalogue of Life.